# Pont-de-l'Arche
Pont-de-l'Arche je naselje in občina v severnem francoskem departmaju Eure regije Zgornje Normandije. Leta 2007 je naselje imelo 4.004 prebivalcev.

## Geografija
Kraj leži v pokrajini Normandiji ob izlivu reke Eure v Seno, 20 km južno od Rouena.

## Uprava
Pont-de-l'Arche je sedež istoimenskega kantona, v katerega so poleg njegove vključene še občine Alizay, Criquebeuf-sur-Seine, Les Damps, Igoville, Le Manoir, Martot, Montaure, Pîtres in Tostes s 13.367 prebivalci.
Kanton Pont-de-l'Arche je sestavni del okrožja Les Andelys.

## Zanimivosti
- cerkev Notre-Dame-des-Arts iz 16. stoletja,
- cistercijanska opatija Notre-Dame de Bonport iz 13. stoletja.